# Hapoel Galil Elyon
El Hapoel Galil Elyon (en hebreu: הפועל גליל עליון) és un club professional israelià de bàsquet ubicat a Kfar Blum encara que representa la regió nord-est del país: l'Alta Galilea i els assentaments israelians als alts del Golan.

## Història
El club es va fundar el 1978. El 1993 va aconseguir guanyar el títol de lliga, sent el primer club que no tingués la seva seu a Tel-Aviv en fer-ho, i posant fi a una ratxa de 23 campionats seguits guanyats pel Maccabi Tel Aviv. També ha obtingut en dues ocasions la Copa d'Israel.
El 2008 el club es va fusionar amb el Hapoel Gilboa, donant lloc a un nou equip, el Hapoel Gilboa Galil. L'any següent l'equip es va restablir en categories menors.

## Títols
- Lliga israeliana de bàsquet
  - Guanyadors (1): 1992-93
  - Finalistes (3): 1989-90, 1994-95
- Copa israeliana de bàsquet
  - Guanyadors (2): 1987-88, 1991-92
  - Finalistes (3): 1986-87, 1989-90, 1997-98